# مصنع الكراسي
مصنع الكراسي هو مصنع مصري في مدينة القاهرة في حي الوراق، قرب وزارة الري ونهر النيل، أنشأه الرئيس جمال عبد الناصر، لصناعة الأثاث، ضمن الخطة الخمسية الأولى، سعياً لنهضة مصرية صناعية إقليمية في الخمسينات، مساحة المصنع 50 فدّاناً، وكان إنتاجه جيّداً في عهد جمال عبد الناصر، أما في عهد السادات، فقد بدأت سياسة الانفتاح، وتضاءل بسببها إنتاج المصنع، وما زال يتضاءل من جراء سوء الإدارة حتى التسعينات حين تحوّل إلى الخصخصة، وازداد ضعف الإنتاج وتقاعد العمّال المبكر، فأُغلق المصنع سنة 2008 أو 2012، وهُدِمَ المصنع وأصبحتْ أرضهُ خالية، ثم بُنيَتْ عليها أبراج سكنية، وزال المصنع، وبقيتْ عبارة متعلقة به.

## وراء مصنع الكراسي
تُقال عبارة «ورا مصنع الكراسي» للذم الشديد، وهي كناية عن الاتهام بالموبقات وقلة المروءة وترويج المخدرات، كانت العبارة تقال في حي الوراق وإمبابة، ولا يعرفها غيرهم، حتى ذكرها الممثل أحمد مكي في أحد أفلامه لشخصية «حزلئوم» الساكنة وراء مصنع الكراسي، كما ذكرها الممثل عادل إمام وأحمد حلمي، فانتشرت العبارة محليّاً سنة 2015 وأصبح معناها كناية عن الفوز القوي المهين للخصم، حين قالها بعض مشجعي النادي الأهلي الذين وصفوا عزمهم على الفوز بهذه الكناية، «سيأخذ الأهلي البايرن ورا مصنع الكراسي» ثم وصلتْ إلى مشجعي بايرن ميونيخ الذين لم يفهموا العبارة، ثم تُرجمتْ لهم وقالوها في صفحة النادي إذ وصفوا فوزهم على نادي روسي بأنهم «أخذوا روسيا ورا مصنع الكراسي»، فازدادت العبارة انتشاراً في مواقع التواصل، ثم قيلتْ سنة 2017 مؤازرة لمحمد صلاح ضد فيرجيل فان ديك، والمقصود بما وراء المصنع هو شارع الجيش، وشارع يُسمى «شارع مسجد التقوى» ويقول أهل هذا المسجد إن فيه حلقات تحفيظ قرآن وكفالة أيتام، ويقيم أهل الحي موائد إفطار رمضانية للفقراء، وإن الإشاعات التي تقال عن الشارع ليست صدقاً، ويتأذى أهل الحي حين تقال هذه العبارة التي يعتقدون أنها مخالفة لواقع منطقتهم التي تمتاز بالثقافة والالتزام الأخلاقي، ويقول آخرون من أهل الحي إنه فعلاً كان شارع مصنع الكراسي مرتعاً للبلطجة وتعاطي المخدرات والسلب، ثم تناقصت الجرائم بعد بناء الأبراج، لكنه لا يزال مكاناً خطراً لعدم تجوّل الشرطة فيه.
| وراء مصنع الكراسي، سكان وشوارع وحياة لا تمت لمزاعمكم ولأفكاركم المغلوطة بصلة، وراء مصنع الكراسي حلمي أنا الذي كان مرفوضا وصار ممكناً. |
| —إسراء عبد الحميد، رواية "إنما الحب ما ثَبَتْ".                                                                                         |

## وصلات خارجية
- سِرُّ مصنع الكراسي الذي حيّرَ المصريين.